# Nick Begich
Nicholas Joseph Begich , Sr., detto Nick (Eveleth, 6 aprile 1932 – ... scomparso in Alaska il 16 ottobre 1972), è stato un politico statunitense, membro della Camera dei Rappresentanti per lo stato dell'Alaska dal 1971 al 1972.

## Biografia
Figlio di due immigrati croati, Begich nacque nel Minnesota ma dopo gli studi si trasferì ad Anchorage per lavoro.
Entrato in politica con il Partito Democratico, nel 1962 venne eletto all'interno della legislatura statale dell'Alaska, dove rimase per otto anni. Nel 1968 aveva cercato l'elezione alla Camera dei Rappresentanti ma era stato sconfitto dal repubblicano in carica Howard Wallace Pollock. Nel 1970 ci riprovò e riuscì ad essere eletto, sconfiggendo l'avversario repubblicano Frank Murkowski.
Nel 1972 Begich si candidò per la rielezione di novembre, ma il 16 ottobre scomparve misteriosamente mentre si trovava a bordo di un Cessna 310 insieme al deputato della Louisiana Hale Boggs, a un suo collaboratore e al pilota. Il velivolo non venne mai più rinvenuto e a gennaio del 1973 i passeggeri vennero dichiarati deceduti anche se non furono trovati i corpi. I due deputati nel frattempo avevano vinto le elezioni nonostante la scomparsa e perciò si dovettero indire delle elezioni speciali per assegnare i loro seggi: quello di Boggs venne vinto dalla vedova Lindy, mentre quello di Begich venne conquistato dal rivale che aveva battuto pochi mesi prima, il repubblicano Don Young.
La vedova di Begich, Pegge, cercò due volte di farsi eleggere per il seggio che era stato del marito (nel 1984 e nel 1986) ma venne battuta entrambe le volte da Young. Uno dei figli di Nick e Pegge, Mark,  riuscì invece a farsi eleggere senatore nel 2008. Il nipote Nick Begich III è stato eletto alla Camera dei rappresentanti degli Stati Uniti per l'Alaska in occasione delle elezioni del 2024.